# Pierre Cizos-Natou
Pierre Cizos-Natou né le 15 octobre 1927 à Bordeaux et mort à Bassens le 11 août 2021, est un peintre français.
Il est surtout connu pour ses peintures, mais a également pratiqué la gravure (pointe sèche, eau-forte, lithographie).

## Biographie

### Famille
En 1952, il épouse Lucienne Garraud avec laquelle il a eu trois enfants : Florence, Régis et Catherine.

## Expositions
- 1963 (à partir de), Paris, Salon d'Automne (exposant et sociétaire)
- 1964, Bordeaux : Cours Xavier Arnozan "Exposition rétrospective"[7]
- 1968 (à partir de), Paris, Salon National des Beaux-Arts (exposant et sociétaire)
- 1969, Bordeaux : Rue Bouffard, Galerie Noël "Paysages et marines"[8],[9]
- 1970, Paris, Salon des Terres Latines[4]
- 1972, Paris, Salon des Terres Latines
- 1974, Bordeaux : Rue Jean-Jacques Bel, Galerie de l'Ami des lettres[6]
- 1976, Bordeaux : Rue Jean-Jacques Bel, Galerie de l'Ami des lettres "Provence et Quercy"[10],[11]
- 1978, Sainte-Croix-du-Mont, Galerie atelier 33[12]
- 1980, Angoulême, Galerie Lubin[13]
- 1980, Bordeaux : Rue Jean-Jacques Bel, Galerie de l'Ami des lettres[14],[15]
- 1982, Bayonne[4]
- 1983, Bordeaux : Rue Jean-Jacques Bel, Galerie de l'Ami des lettres[6]
- 1985,Bordeaux : Rue Jean-Jacques Bel, Galerie de l'Ami des lettres[6]
- 1985, Auch : Place Saluste-du-Bartas, Société archéologique du Gers[16]
- 1985, Anglet, Galerie Page[17]
- 1990, Flaran[18]
- 1993, Toulouse : Rue du Pharaon, Galerie Auriel[19],[20],[21]
- 1996, Saint-André-de-Cubzac, Atelier 33[22]

## Représentation dans les collections publiques
- Paris, BNF[23]
- Bordeaux, Musée d'Aquitaine[24]
- Nîmes, Musée des Cultures taurines[4]
- Toulouse, Musée des Augustins[4]

## Publications
- Pierre Cizos-Natou un peintre français du XXe siècle, 96 p[25].

1. ↑  Christophe Loubes, « Bordeaux : disparition du peintre Pierre Cizos-Natou », Sud Ouest,‎ 12 août 2021 (lire en ligne)
2. ↑  État civil sur le fichier des personnes décédées en France depuis 1970
3. ↑  Anonyme, « Pierre Cizos-Natou », Sud Ouest,‎ 14 aout 2021, p. 25
4. 1 2 3 4 5  Busse Jacques, dir., Dictionnaire des peintres sculpteurs dessinateurs et graveurs BENEZIT, Gründ, 1999 (ISBN 2-7000-3010-9), Tome 3, p.662
5. ↑  « Pierre Cizos-Natou graveur », Paysages,‎ 1974
6. 1 2 3 4  Serge Fernandez, « Pierre Cizos-Natou : autobiographie », sur www.musba-bordeaux.fr, 10 janvier 2017 (consulté le 23 aout 2021)
7. ↑  Claude Giaud, « Exposition de Cizos-Natou cours X.-Arnozan », Sud Ouest,‎ 12 juin 1964
8. ↑  Claude Giaud, « Cizos-Natou à la Galerie Noël », La France,‎ 4 mars 1969
9. ↑  Daniel Saunier, « Cizos-Natou : Paysages et marines », non renseigné,‎ 1969
10. ↑  M.D., « Provence et Quercy : une exposition de P. Cizos-Natou », Les Arts,‎ 1976
11. ↑  A.L., « Histoires de Cimaises », La vie de Bordeaux,‎ 13 novembre 1976
12. ↑  Sans nom, « Le peintre Pierre Cizos-Natou expose à la Galerie Atelier 33 », non renseigné,‎ 1978
13. ↑  « Cizos-Natou prépare le Salon de la vigne et du Vin », Sud Ouest,‎ 198?
14. ↑  Daniel Saunier, « Le figuratisme de Cizos-Natou », Le courrier français,‎ 13 novembre 1976
15. ↑  « Pierre Cizos-Natou : Une très bonne "expo" », Charente libre,‎ 14 novembre 1980
16. ↑  « Paysages d'Aquitaine et de Gascogne : huiles et aquarelles du peintre bordelais Cizos-Natou seront exposés à la société archéologique du 4 au 15 décembre prochain », Sud Ouest,‎ 29 novembre 1985
17. ↑  Pierre Espil, « Le paysagiste Pierre Cizos-Natou », non renseigné,‎ 13 juin 1985
18. ↑  R.M., « Le shuiles lumineuses de Cizos-Natou : Pierre Cizos-Natou peint la violence de l'été. Avec d'autant plus de facilité qu'il garde les pieds bien sur terre. », Sud Ouest,‎ 2 juillet 1990
19. ↑  « Cizos Natou : un peintre d'Aquitaine », Vivement ce soir : supplément des arts et spectacles de la Dépêche du Midi,‎ 2 au 8 décembre 1993
20. ↑  Henry Michel Magre, « Cizos Natou à la Galerie Auriel », Toulouse actualités : La croix du midi,‎ 6 décembre 1992, p. 98e année, no 49
21. ↑  « Galerie Auriel : Paysages du Sud », Gazette des Tribunaux du Midi, Journal d'informations juridiques,‎ 19 décembre 1992
22. ↑  « Cizos-Natou au Salon du Livre », 24 heures en ville,‎ 1996
23. ↑  « Notice de personne "Cizos-Natou Pierre" », sur BNF (consulté le 23 aout 2021)
24. ↑  Serge Fernandez, « Pierre Cizos-Natou : Œuvres choisies », sur Musée des Beaux-Arts de Bordeaux (consulté le 23 aout 2021)
25. ↑  « A découvrir : peinture Gascogne », Le St Hubert,‎ mars/avril 1996